# Hirtella macrophylla
Hirtella macrophylla là một loài thực vật có hoa trong họ Cám. Loài này được Benth. ex Hook.f. mô tả khoa học đầu tiên năm 1867.